# Siwarak Tedsungnoen
Siwarak Tedsungnoen (in thailandese ศิวรักษ์ เทศสูงเนิน; Nakhon Ratchasima, 20 aprile 1984) è un calciatore thailandese, portiere.

## Carriera

### Club
Ha esordito nella prima divisione thailandese nel 2003; ha trascorso la maggior parte della carriera al Buriram Utd, con cui oltre a conquistare vari trofei nazionali ha giocato più di 400 partite ufficiali, incluse anche 50 nella AFC Champions League.

### Nazionale
Con la nazionale thailandese ha preso parte alla Coppa d'Asia 2019 ed alla Coppa d'Asia 2023.

## Statistiche

### Cronologia presenze e reti in nazionale
| Cronologia completa delle presenze e delle reti in nazionale ― Thailandia | Cronologia completa delle presenze e delle reti in nazionale ― Thailandia | Cronologia completa delle presenze e delle reti in nazionale ― Thailandia | Cronologia completa delle presenze e delle reti in nazionale ― Thailandia | Cronologia completa delle presenze e delle reti in nazionale ― Thailandia | Cronologia completa delle presenze e delle reti in nazionale ― Thailandia | Cronologia completa delle presenze e delle reti in nazionale ― Thailandia | Cronologia completa delle presenze e delle reti in nazionale ― Thailandia |
| Data                                                                      | Città                                                                     | In casa                                                                   | Risultato                                                                 | Ospiti                                                                    | Competizione                                                              | Reti                                                                      | Note                                                                      |
| ------------------------------------------------------------------------- | ------------------------------------------------------------------------- | ------------------------------------------------------------------------- | ------------------------------------------------------------------------- | ------------------------------------------------------------------------- | ------------------------------------------------------------------------- | ------------------------------------------------------------------------- | ------------------------------------------------------------------------- |
| 10-01-2019                                                                | Dubai                                                                     | Bahrein                                                                   | 0 – 1                                                                     | Thailandia                                                                | Coppa d'Asia 2019 - 1º turno                                              | -                                                                         |                                                                           |
| 14-01-2019                                                                | al-'Ayn                                                                   | Emirati Arabi Uniti                                                       | 1 – 1                                                                     | Thailandia                                                                | Coppa d'Asia 2019 - 1º turno                                              | -1                                                                        |                                                                           |
| 20-01-2019                                                                | al-'Ayn                                                                   | Thailandia                                                                | 1 – 2                                                                     | Cina                                                                      | Coppa d'Asia 2019 - Ottavi di finale                                      | -2                                                                        |                                                                           |
| 21-03-2019                                                                | Nanning                                                                   | Cina                                                                      | 0 – 1                                                                     | Thailandia                                                                | Cina Cup 2019 - Semifinale                                                | -                                                                         |                                                                           |
| 15-10-2019                                                                | Rangsit                                                                   | Thailandia                                                                | 2 – 1                                                                     | Emirati Arabi Uniti                                                       | Qual. Mondiali 2022                                                       | -1                                                                        | cap.                                                                      |
| Totale                                                                    |                                                                           | Presenze                                                                  | 5                                                                         |                                                                           | Reti                                                                      | -4                                                                        |                                                                           |

## Palmarès

### Club

#### Competizioni nazionali
- Thai League: 10

Buriram United: 2011, 2013, 2014, 2015, 2017, 2018, 2021-2022, 2022-2023, 2023-2024, 2024-2025
- Thai FA Cup: 6

Buriram United: 2011, 2012, 2013, 2015, 2022-2023, 2024-2025
- Thai League Cup: 5

Buriram United: 2011, 2012, 2013, 2015, 2016